# Andrew Putnam
Andrew Putnam (Tacoma, 5 januari 1989) is een Amerikaans golfprofessional. Hij debuteerde in 2013 op de Web.com Tour.

## Loopbaan
Putnam speelde college golf op de Pepperdine-universiteit, van 2008 tot 2011. Hij won twee toernooien en werd drie keer "All-American". 
In 2011 werd Putnam een golfprofessional. In 2012 maakte hij zijn debuut op de eGolf Professional Tour. In 2013 maakte hij zijn debuut op de Web.com Tour. Op 26 april 2014 behaalde hij zijn eerste profzege op de Web.com Tour door de WNB Golf Classic te winnen.
In 2014 maakte Putnam zijn debuut op de PGA Tour door deel te nemen aan het Shell Houston Open, maar miste de cut.

## Persoonlijk leven
Putnams oudere broer Michael is ook een golfprofessional.

## Prestaties

### Amateur
- 2010: Pacific Coast Amateur

### Professional
Web.com Tour
| Nr. | Datum         | Toernooi         | Score        | Score | Info                          |
| --- | ------------- | ---------------- | ------------ | ----- | ----------------------------- |
| 1   | 26 april 2014 | WNB Golf Classic | 66-66-64=196 | –20   | 54-holes (wind- en regenweer) |